# 劉文龍 (明朝進士)
劉文龍（1463年—？），字元錫，順天府薊州玉田縣人，武驤左衛軍籍，明朝政治人物。

## 生平
順天府鄉試第六十五名舉人。弘治三年（1490年）中式庚戌科會試第二十六名，三甲第一百二十四名進士。起復萊州府同知，正德七年（1512年）五月升河南按察司佥事。九年正月考察去職。

## 家族
曾祖劉福川；祖父劉海；父劉春，母張氏。具庆下。